# Theo van Reijn
Theo van Reijn (Breda, 28 de mayo de 1884 - Haarlem, 6 de agosto de 1954) fue un escultor de los Países Bajos.

## Vida y obra
Theo van Reijn en 1905, es alumno de la Academia Estatal de Bellas Artes de Ámsterdam. En 1911 ganó el Premio de Roma y estudió un año en la capital italiana.
Se casó en 1911 con Henriette de Kort, quien murió en 1929. Se casó el 19 de febrero de 1931 con Helen Hermina Hartsuijker.
Durante el período del 11 de septiembre  al 8 de octubre de 1949 presentó una exposición en el Museo Frans Hals de Haarlem.  El cartel para esta exposición fue diseñado por Coks Pijnacker Hordijk.  Theo van Reijn mantuvo durante años la amistad con el artista de Haarlem Pijnacker Hordijk. Ambos hicieron retratos de  Paul Mirando (Tata Mirando). Pijnacker Hordijk hizo varios retratos de Van Reijn.
En la colección del Museo de Breda se conserva un reloj hecho en el estilo de la Escuela de Ámsterdam de Van Reijn. Además de esculturas para edificios , ejecutó una gran cantidad de trabajos: lámparas, picaportes, campanas y pilas bautismales.

## Obras

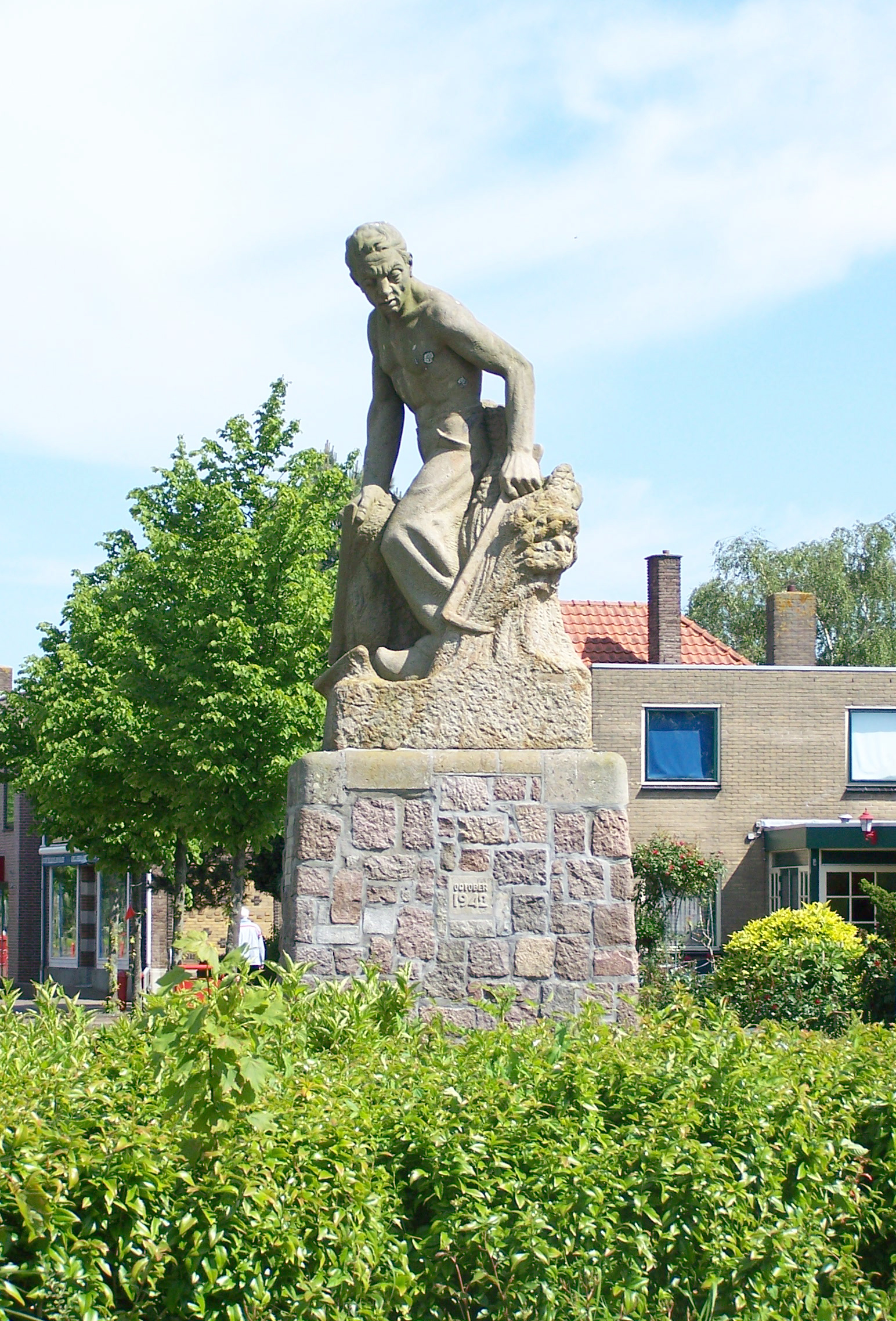
La siega (1941).

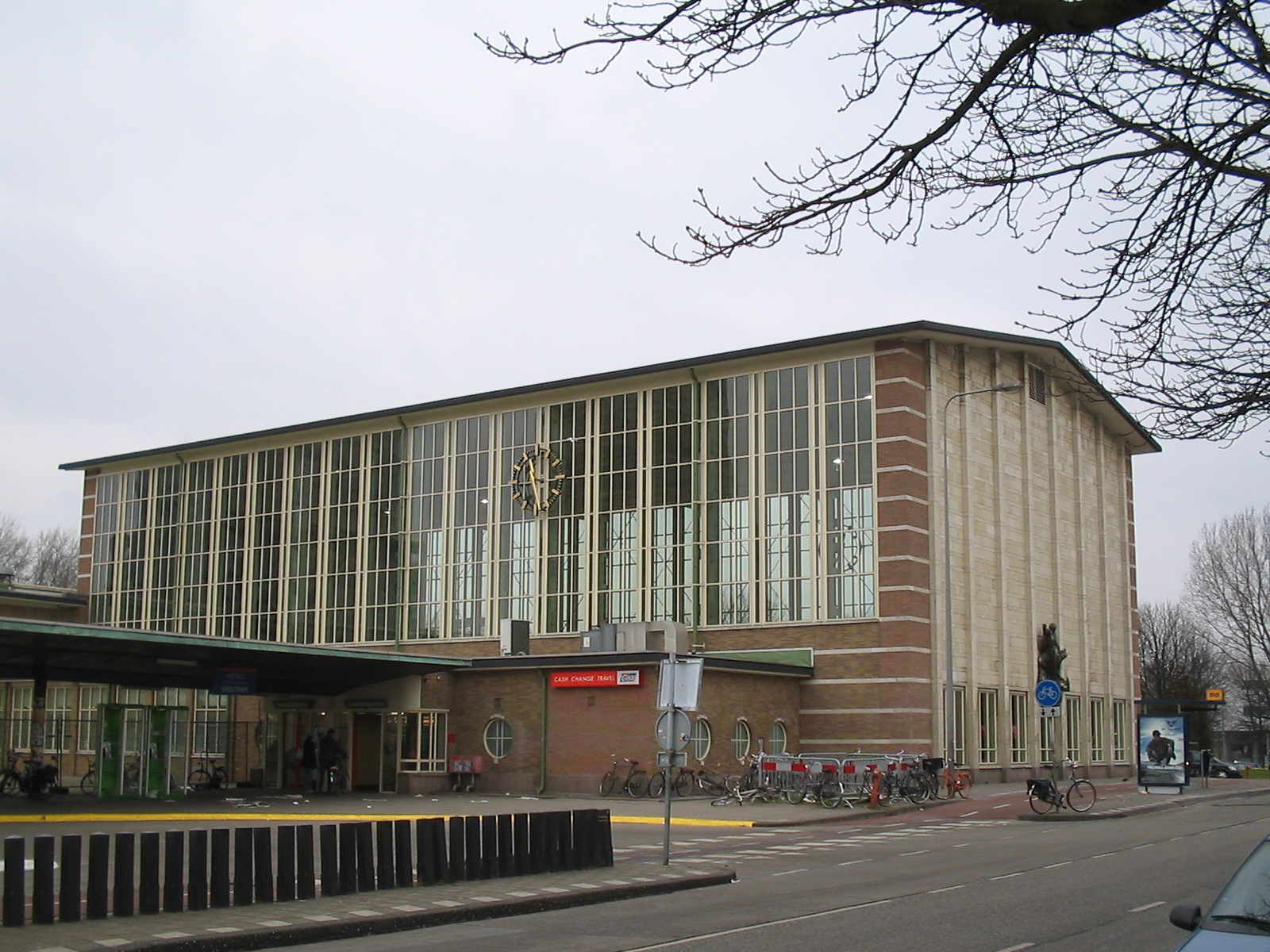
Estación Amstel de Ámsterdam.

- retrato de Pieter Aertsen de la fachada del Museo Stedelijk de Ámsterdam
- Monumento en una resistencia en Haarlem-Noord,
- La siega(1941) , talla en piedra,  en Wieringerwerf
- Escultura para la construcción Carreteras e Hidráulica en Delft
- dos figuras para la Estación Amstel  en Ámsterdam.
- esculturas en Jackson Bridge en Haarlem
- esculturas en la iglesia Kloppersingelkerk de Haarlem
- escultura para el Cementerio General en Haarlem y Monumento de la guerra en Zaandam
- retrato en relieve de Dirck Volckertszoon Coornhert ,, Oosthaven 17 , Gouda
- Lápida de Anthony Fokker (1939), cementerio Westerveld en Velsen

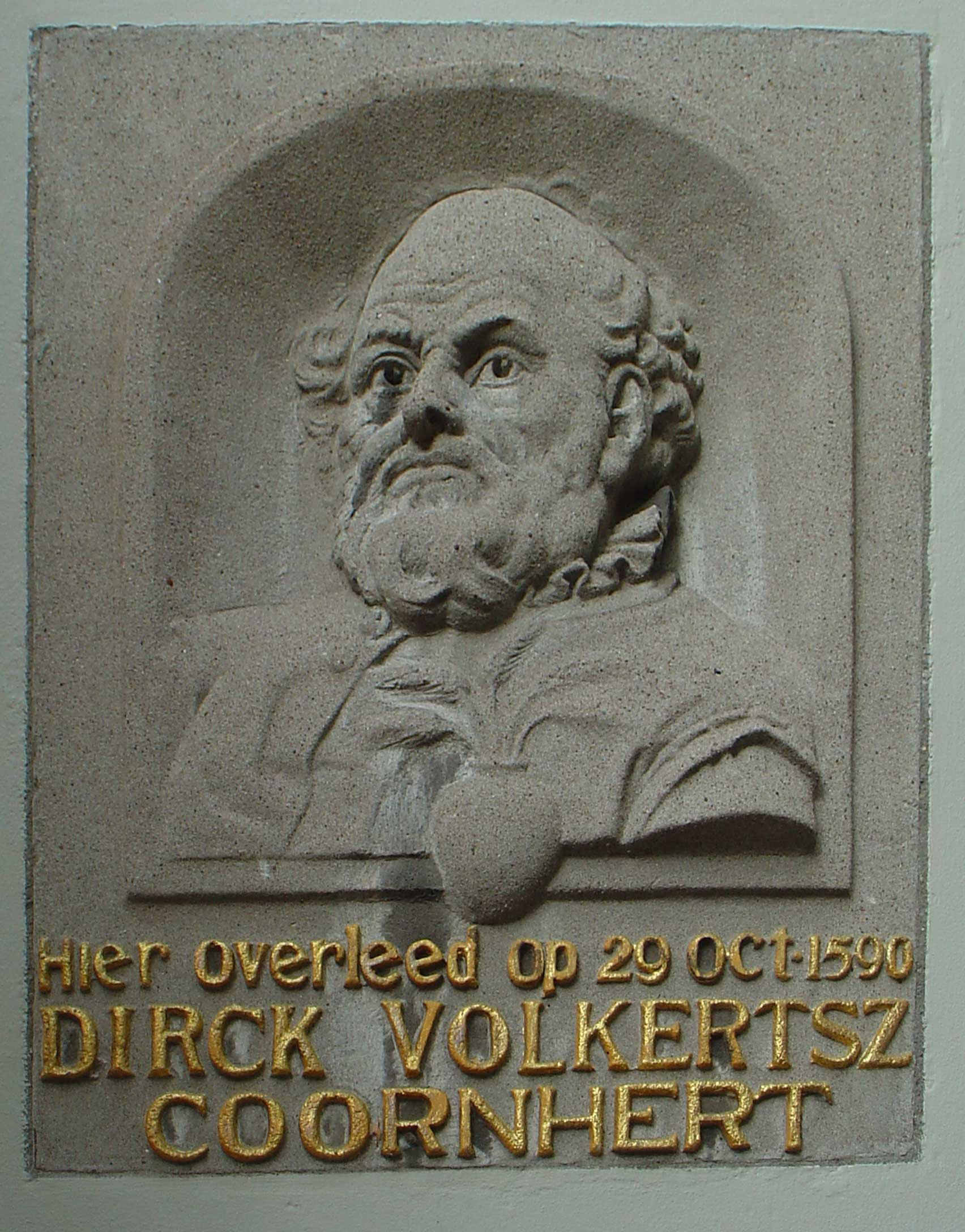
Relieve de Dirck Volkertsz Coornhert

## Retratos
También hizo retratos de:
- María Montessori
- Jac. P. Thijsse
- Willem Kromhout
- Heike Kamerlingh Onnes
- Aart van Dobbenburg